# Anthony Asquith
Anthony Asquith, född 9 november 1902 i London, död 20 februari 1968 i London, var en brittisk regissör och manusförfattare. Han var son till premiärminister Herbert Henry Asquith och Margot Asquith.

## Filmografi i urval

### Regi
- 1964 – Den gula Rolls-Roycen
- 1962 – Hotel International
- 1961 – Två levande och en död
- 1951 – Skuggan av en man
- 1945 – Gyllene vingar
- 1944 - Fanny i gasljus
- 1943 - Han kom som en främling
- 1943 - Vi dyker i dagningen
- 1940 - Skolpojkar ä' vi allihop
- 1938 – Pygmalion
- 1931 - Tell England
- 1929 – Fången 53
- 1928 - Underground

### Filmmanus
- 1929 – Fången 53
- 1952 – En ryslig fästman
- 1961 – Två levande och en död